# روبل تاجیکستان
روبل تاجیکستان (به انگلیسی: Tajikistani ruble) (به زبان بومی: рубл) یکای پول رایج در کشور تاجیکستان بود. مسئولیت کنترل این یکای پول برعهدهٔ بانک لی تاجیکستان قرار داشت. از ۳۰ اکتبر سال ۲۰۰۰ سامانی یکای پول رسمی آن کشور اعلام و جانشین روبل تاجیکستانی شد. هر هزار روبل تاجیکستانی برابر با یک سامانی قرار داده شد.